# 다우트풀 사운드

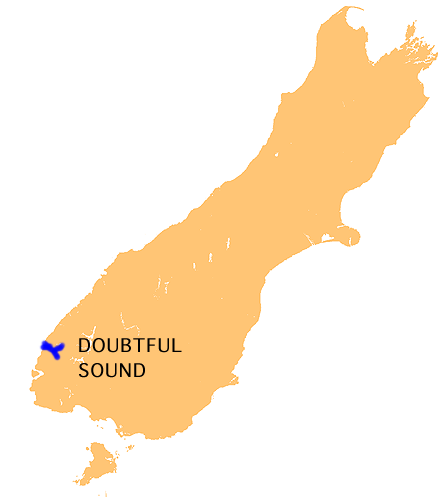
다우트풀 사운드의 위치

다우트풀 사운드(Doubtful Sound)는 뉴질랜드 남섬의 남서단에 있는 아주 크고 아름다운 피오르이며, 더 작고, 더 접근 어려우며 밀포드 사운드와 가까이에 있다. 다우트풀 사운드는 뉴질랜드의 관광지로 밀포드 사운드에 다음으로 유명한 피오르이다.

## 역사
1770년 제임스 쿡은 다우트풀 사운드를 "다우트풀 하버"라고 명명했다. 그는 항해를 하면서 항해하는 능력 불명확했기 때문에 이 후미까지는 들어가지 않았다. 다음 포경선이나 바다표범 사냥꾼에 의해 다우트풀 사운드로 개명되었다.
알레산도로 말라스피나가 지휘하는 스페인의 과학 조사대가 새로운 미터법을 확립하기 위한 노력의 일환으로 진자를 이용한 중력 측정 실험을 실시하기 위해 1793년 2월 다우트풀 사운드를 방문했다. 조사대의 장교들은 특징이 있는 장소의 이름을 지정하면서 이 후미 입구 첫 번째 부분의 첫해도를 작성했다. 페부레로 포인트(Febrero Point), 바우자 섬(Bauza Island), 니 아일릿(Nee Islets), 펜줄로 리치(Pendulo Reach)와 말라스피나 리치(Malaspina Reach) 같은 이들의 이름은 오늘 뉴질랜드 지도에서 스페인어 이름만 모인 특이한 지역을 만들었다.

## 사진

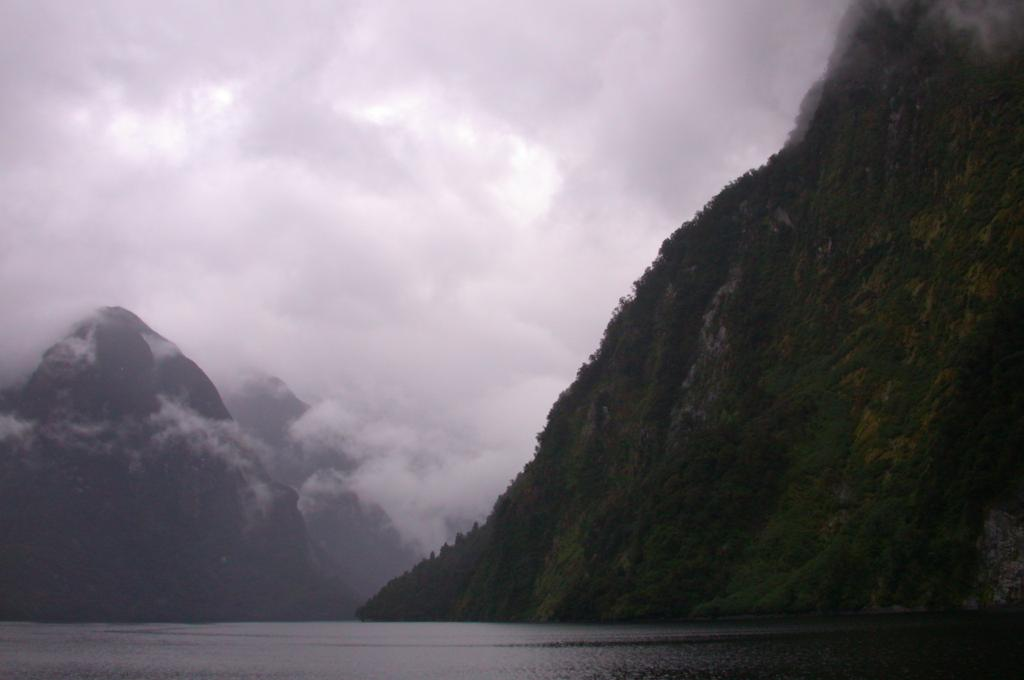
다우트풀 사운드의 전형적인 모습
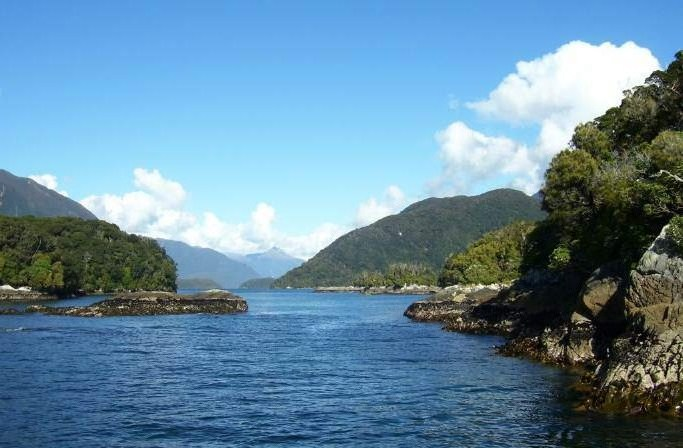
다우트풀 사운드, 쉘터 군도
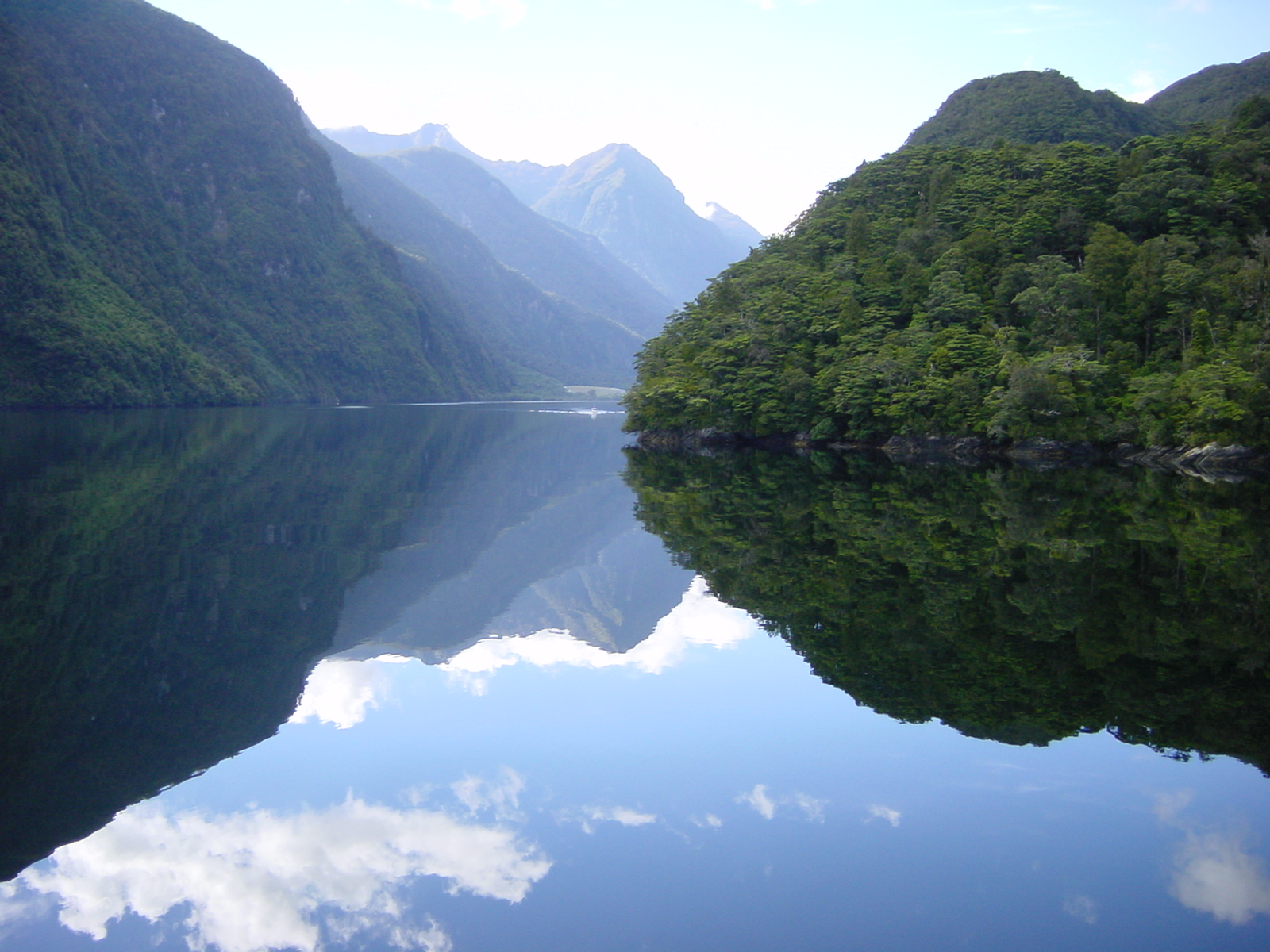
맑은 날의 다우트풀 사운드

## 같이 보기
- 피오르
- 밀포드 사운드